# Provincia dell'Est (Sierra Leone)
La provincia dell'Est è una delle tre provincie della Sierra Leone. Copre un'area di 15,553 km² ed ha una popolazione di 1.641.012 (secondo il censimento del 2015). Il suo centro amministrativo è Kenema.

## Distretti
La provincia è divisa in tre distretti:
- Distretto di Kailahun con capoluogo Kailahun
- Distretto di Kenema con capoluogo Kenema
- Distretto di Kono con capoluogo Koidu